# Molí de la Plana
El Molí de la Plana, també conegut com a fàbrica de teixits del senyor Pous, és un edifici del llogaret de la Plana, al municipi d'Alcover, protegit com a bé cultural d'interès local.

## Descripció
Es tracta d'una fàbrica situada al marge del riu Francolí, a prop del llogaret de La Plana. L'edifici principal consta de soterrani i de tres plantes, que es transformen en dues per la banda de l'interior, degut al desnivell del terreny. És d'interès arquitectònic la solució estructural de l'edifici, basada en pilars de fosa, i les encavallades de fusta amb parts metàl·liques del terrat. Hi ha dues naus, d'un pis, adossades i perpendiculars al cos central. L'edifici d'habitatge que tanca aquestes dues naus per la part del davant és de planta i un pis. Sobresurt del conjunt l'antiga xemeneia.
El conjunt exterior es troba arrebossat i pintat.

## Història
En el segle xviii fou un molí de farina mogut gràcies a la força de l'aigua, la xemeneia del qual encara es conserva. Al voltant de 1920, el molí s'incendià, fou destruït en part i va passar a ser una fàbrica de teixits de la qual avui encara es conserva la turbina.
Sembla que les estructures emprades en la nova fàbrica es van inspirar en les que Domènech i Montaner utilitzà per a l'Editorial Montaner i Simón de Barcelona. L'edifici fou ampliat amb dues naus industrials, i el 1940 s'hi afegí un edifici d'habitatge.